# Cenacolo di Sant'Apollonia
Le  Cenacolo di Sant'Apollonia est le réfectoire du couvent, devenu musée de  Sant'Apollonia à Florence, exposant des œuvres peintes : celle originales des parois comme la Cène d'Andrea del Castagno, et d'autres peintures et sinopie déplacées.

## Histoire du couvent
Dédié à sainte Apolline d'Alexandrie, le couvent a été fondé en 1339 par Piero di Ser Mino, pour les moniales camaldules. En 1440, il fut ajouté au monastère voisin dépendant de l'abbaye Santa Maria à Mantignano et l'abbesse Cecilia Donati obtint la permission du pape Eugène IV de mener à bien les travaux de modernisation. Le cloître et un réfectoire haut à caissons furent construits.  En raison de la présence des moniales, les peintures furent inaccessibles jusqu'à la suppression des ordres monastiques en 1800.

## Œuvres exposées
- La Cène d'Andrea del Castagno
- D'autres peintures et sinopie déplacées de leur lieu d'origine ou détruites au Cinquecento (celles de Domenico Veneziano, Andrea del Castagno, Alesso Baldovinetti et Piero della Francesca de l'église Sant'Egidio du couvent devenu hôpital Santa Maria Nuova) :
  - Cristo in Pietà sorretto da due angeli d'Andrea del Castagno
  - Storie della Vergine d'Andrea del Castagno
  - Sinopia de la partie inférieure  de la  Trinité et Saints de la basilique della Santissima Annunziata
  - Crocifissione di Santa Maria degli Angeli de l'église Santa Maria degli Angeli
  - Pietà et Crocifissione et leurs sinopie de Paolo Schiavo (du  monastère)
  - Madonna col Bambino e santi (de l'église) et Incoronazione della Vergine e santi de Neri di Bicci,
  - un tabernacle de l'école florentine de 1470 environ.

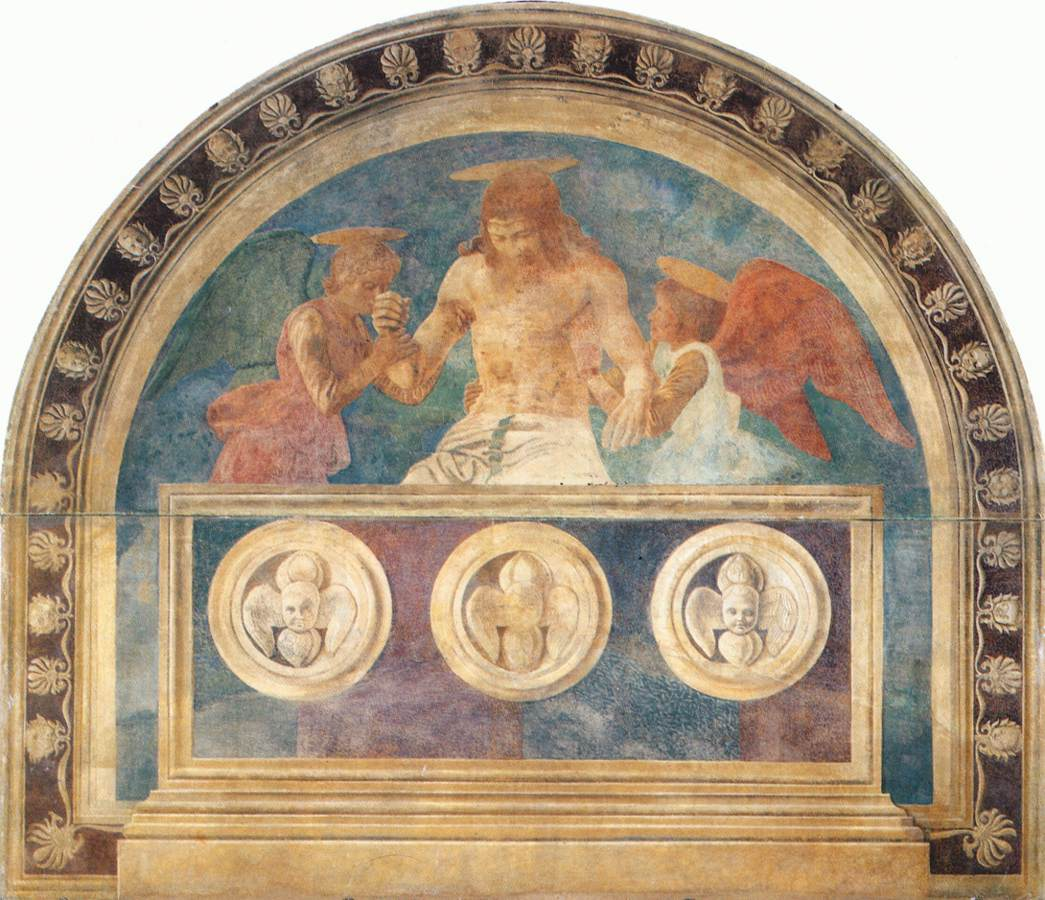
Christ au sépulcre entre deux anges...
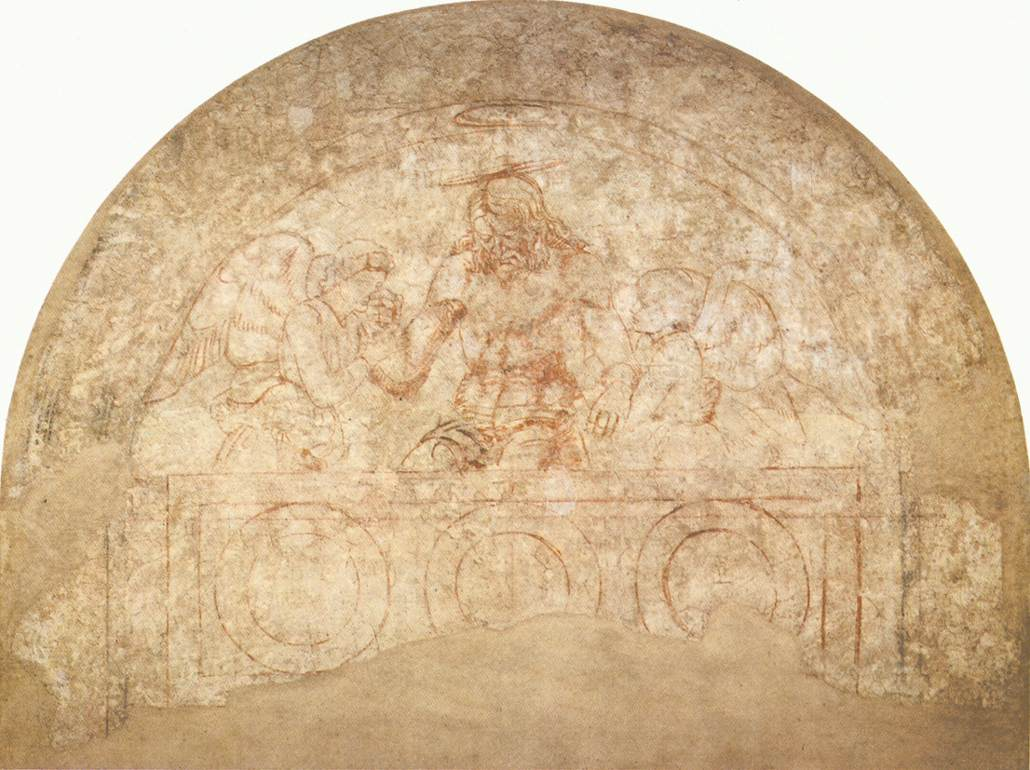
et sa sinopia.